# Pływanie na Letnich Igrzyskach Olimpijskich 1952
Pływanie na Letnich Igrzyskach Olimpijskich 1952 – podczas Letnich Igrzysk Olimpijskich 1952 w Helsinkach rozegrano jedenaście konkurencji - sześć męskich i pięć kobiecych. W zawodach, które odbyły się w dniach 26 lipca – 2 sierpnia 1952, wzięło udział 319 pływaków z 48 państw, a tabelę medalową zawodów pływackich wygrali zawodnicy reprezentujący Stany Zjednoczone.  

## Wyniki

### Mężczyźni
| Konkurencja:                          | Złoto:                                                                        | Czas    | Srebro:                                                                       | Czas    | Brąz:                                                                     | Czas    |
| 100 m stylem dowolnym (szczegóły)     | Clarke Scholes                                                                | 57,4    | Hiroshi Suzuki                                                                | 57,4    | Göran Larsson                                                             | 58,2    |
| 400 m stylem dowolnym (szczegóły)     | Jean Boiteux                                                                  | 4:30,7  | Ford Konno                                                                    | 4:31,3  | Per-Olof Östrand                                                          | 4:35,2  |
| 1500 m stylem dowolnym (szczegóły)    | Ford Konno                                                                    | 18:30,3 | Shirō Hashizume                                                               | 18:41,4 | Tetsuo Okamoto                                                            | 18:51,3 |
| 100 m stylem grzbietowym (szczegóły)  | Yoshi Oyakawa                                                                 | 1:05,4  | Gilbert Bozon                                                                 | 1:06,2  | Jack Taylor                                                               | 1:06,4  |
| 200 m stylem klasycznym (szczegóły)   | John Davies                                                                   | 2:34,4  | Bowen Stassforth                                                              | 2:34,7  | Herbert Klein                                                             | 2:35,9  |
| 4 × 200 m stylem dowolnym (szczegóły) | Stany Zjednoczone · Wayne Moore · William Woolsey · Ford Konno · James McLane | 8:31,1  | Japonia · Hiroshi Suzuki · Yoshihiro Hamaguchi · Toru Goto · Teijiro Tanikawa | 8:33,5  | Francja · Joseph Bernardo · Aldo Eminente · Alexandre Jany · Jean Boiteux | 8:45,9  |

### Kobiety
| Konkurencja:                          | Złoto:                                                        | Czas   | Srebro:                                                                                                   | Czas   | Brąz:                                                                                    | Czas   |
| 100 m stylem dowolnym (szczegóły)     | Katalin Szöke                                                 | 1:06,3 | Hannie Termeulen                                                                                          | 1:06,5 | Judit Temes                                                                              | 1:07,6 |
| 400 m stylem dowolnym (szczegóły)     | Valéria Gyenge                                                | 5:12,1 | Éva Novák                                                                                                 | 5:13,7 | Evelyn Kawamoto                                                                          | 5:14,6 |
| 100 m stylem grzbietowym (szczegóły)  | Joan Harrison                                                 | 1:14,3 | Geertje Wielema                                                                                           | 1:14,5 | Jean Stewart                                                                             | 1:15,8 |
| 200 m stylem klasycznym (szczegóły)   | Éva Székely                                                   | 2:51,7 | Éva Novák                                                                                                 | 2:54,4 | Helen Gordon                                                                             | 2:57,6 |
| 4 × 100 m stylem dowolnym (szczegóły) | Węgry · Ilona Novák · Judit Temes · Éva Novák · Katalin Szöke | 4:24,4 | Holandia · Marie-Louise Linssen-Vaessen · Koosje van Voorn · Hannie Termeulen · Irma Heijting-Schuhmacher | 4:29,0 | Stany Zjednoczone · Jacqueline LaVine · Marilee Stepan · Jody Alderson · Evelyn Kawamoto | 4:30,1 |

## Klasyfikacja medalowa
| Miejsce | Państwo           | Złoto | Srebro | Brąz | Razem |
| ------- | ----------------- | ----- | ------ | ---- | ----- |
| 1       | Stany Zjednoczone | 4     | 2      | 3    | 9     |
| 2       | Węgry             | 4     | 2      | 1    | 7     |
| 3       | Francja           | 1     | 1      | 1    | 3     |
| 4       | Australia         | 1     | 0      | 0    | 1     |
| 4       | Południowa Afryka | 1     | 0      | 0    | 1     |
| 6       | Japonia           | 0     | 3      | 0    | 3     |
| 6       | Holandia          | 0     | 3      | 0    | 3     |
| 8       | Szwecja           | 0     | 0      | 2    | 2     |
| 9       | Brazylia          | 0     | 0      | 1    | 1     |
| 9       | Wielka Brytania   | 0     | 0      | 1    | 1     |
| 9       | Nowa Zelandia     | 0     | 0      | 1    | 1     |
| 9       | RFN               | 0     | 0      | 1    | 1     |
| Razem   | Razem             | 11    | 11     | 11   | 33    |